# نيوهال
نيوهال (بالإنجليزية: Newhall, Iowa)‏ هي مدينة تقع في ولاية آيوا في الولايات المتحدة. تبلغ مساحة هذه المدينة 0.83 (كم²)، وترتفع عن سطح البحر 267 م، بلغ عدد سكانها 875 نسمة في عام 2012 حسب إحصاء مكتب تعداد الولايات المتحدة.

## التركيبة السكانية
قام مكتب تعداد الولايات المتحدة بتحديد بيانات التركيبة السكانية لنيوهالفي تعداد الولايات المتحدة. في ما يلي، التركيبة السكانية حسب تعدادي 2000 و2010.

### تعداد عام 2000
بلغ عدد سكان نيوهال 886 نسمة بحسب تعداد عام 2000، وبلغ عدد الأسر 360 أسرة وعدد العائلات 245 عائلة مقيمة في المدينة.
وتوزع التركيب العرقي للمدينة بنسبة 100.00% من البيض.
بلغ عدد الأسر 360 أسرة كانت نسبة 33.9% منها لديها أطفال تحت سن الثامنة عشر تعيش معهم، وبلغت نسبة الأزواج القاطنين مع بعضهم البعض 61.1% من أصل المجموع الكلي للأسر، ونسبة 4.4% من الأسر كان لديها معيلات من الإناث دون وجود شريك، وكانت نسبة 31.9% من غير العائلات. تألفت نسبة 27.5% من أصل جميع الأسر من أفراد ونسبة 17.5% كانوا يعيش معهم شخص وحيد يبلغ من العمر 65 عاماً فما فوق. وبلغ متوسط حجم الأسرة المعيشية 3.02، أما متوسط حجم العائلات فبلغ 2.46.
بلغ العمر الوسطي للسكان 39 عاماً. وكانت نسبة 27.2% من القاطنين تحت سن الثامنة عشر، وكانت نسبة 6.9% بين الثامنة عشر والأربعة وعشرون عاماً، ونسبة 26.2% كانت واقعةً في الفئة العمرية ما بين الخامسة والعشرون حتى والأربعة وأربعون عاماً، ونسبة 18.7% كانت ما بين الخامسة والأربعون حتى الرابعة والستون، ونسبة 21.0% كانت ضمن فئة الخامسة والستون عاماً فما فوق. يوجد لكل 100 أنثى 88.9 ذكر، ويوجد لكل 100 أنثى في الثامنة عشر من عمرها فما فوق 88.0 ذكر.
بلغ متوسط دخل الأسرة في المدينة 43,269 دولار، أما متوسط دخل العائلة فبلغ 51,250 دولار. وكان متوسط دخل الذكور 35,250 دولار مقابل 29,167 دولار للإناث. وسجل دخل الفرد الخاص بالمدينة 20,124 دولار. وكانت نسبة 0.8% من العائلات ونسبة 2.3% من السكان تحت خط الفقر،

### تعداد عام 2010
بلغ عدد سكان نيوهال 875 نسمة بحسب تعداد عام 2010، وبلغ عدد الأسر 353 أسرة وعدد العائلات 254 عائلة مقيمة في المدينة. في حين سجلت الكثافة السكانية 2,734.4 نسمة لكل ميل مربع (1,055.8/كم2). وبلغ عدد الوحدات السكنية 376 وحدة بمتوسط كثافة قدره 1,175.0 لكل ميل مربع (453.7/كم2).
وتوزع التركيب العرقي للمدينة بنسبة 98.3% من البيض و 0.1% من الأمريكيين الأصليين و 0.3% من الأمريكيين ذوي الأصول الآسيوية و 1.0% من الأمريكيين الأفارقة و 0.2% من عرقين مختلطين أو أكثر.
بلغ عدد الأسر 353 أسرة كانت نسبة 33.7% منها لديها أطفال تحت سن الثامنة عشر تعيش معهم، وبلغت نسبة الأزواج القاطنين مع بعضهم البعض 60.6% من أصل المجموع الكلي للأسر، ونسبة 7.9% من الأسر كان لديها معيلات من الإناث دون وجود شريك، بينما كانت نسبة 3.4% من الأسر لديها معيلون من الذكور دون وجود شريكة وكانت نسبة 28.0% من غير العائلات. تألفت نسبة 25.5% من أصل جميع الأسر من أفراد ونسبة 13.6% كانوا يعيش معهم شخص وحيد يبلغ من العمر 65 عاماً فما فوق. وبلغ متوسط حجم الأسرة المعيشية 2.98، أما متوسط حجم العائلات فبلغ 2.48.
بلغ العمر الوسطي للسكان 39.7 عاماً. وكانت نسبة 25.6% من القاطنين تحت سن الثامنة عشر، وكانت نسبة 5.8% بين الثامنة عشر والأربعة وعشرون عاماً، ونسبة 25.6% كانت واقعةً في الفئة العمرية ما بين الخامسة والعشرون حتى والأربعة وأربعون عاماً، ونسبة 25.5% كانت ما بين الخامسة والأربعون حتى الرابعة والستون، ونسبة 17.5% كانت ضمن فئة الخامسة والستون عاماً فما فوق. وتوزع التركيب الجنسي للسكان بنسبة 48.0% ذكور و52.0% إناث.